# Yasuhiro Noguchi
Yasuhiro Noguchi (japonès: 野口泰弘)  (prefectura d'Ōsaka, 25 d'abril de 1946 - 29 de novembre de 2023) va ser un jugador de voleibol japonès que va competir durant la dècada del 1970.
El 1972 va prendre part en els Jocs Olímpics de Múnic, on guanyà la medalla d'or en la competició de voleibol.